# Lillemägi
Lillemägi är en kulle och en park i Tartu i Estland. Toppen på Lillemägi är 56 meter över havet.
Tidigare låg Antonius-kyrkogården i Lillemägi.